# Les Georges Leningrad
Les Georges Leningrad — рок-группа из Монреаля.
Изначально группа состояла из четырёх музыкантов, после выхода первого альбома коллектив покинул басист Toundra LaLouve.
Les Georges Leningrad известны своими экстравагантными сценическими костюмами и масками. Невозможно достоверно судить об истории группы — члены коллектива предпочитают давать в интервью крайне противоречивую, неубедительную и абсурдную информацию. Читателями еженедельника Montreal Mirror они дважды избирались «главными местными фриками».
Объявив в начале 2007 года на странице в MySpace о распаде группы, впоследствии музыканты не исключали, что в будущем коллектив продолжит выступать.

## Состав
- Poney P (вокал)
- Mingo L’Indien (клавишные, гитара)
- Bobo Boutin (барабаны)

## Дискография
- Les Georges Leningrad EP (2002)
- Deux Hot Dogs Moutarde Chou (2002 · Les Records Coco Cognac)
- Sur les Traces de Black Eskimo (2004 · Alien8 Recording)
- Supa Doopa Remix (2005 · Troubleman Unlimited)
- Sangue Puro (2006 · Dare to Care Records, Tomlab)